# Nishiawakura (Okayama)
Nishiawakura (西粟倉村 Nishiawakura-son?) es una villa localizada en la prefectura de Okayama, Japón. En junio de 2019 tenía una población estimada de 1.411 habitantes y una densidad de población de 24,3 personas por km². Su área total es de 57,97 km².

## Geografía

### Localidades circundantes
- Prefectura de Okayama
  - Mimasaka
- Prefectura de Hyōgo
  - Shisō
- Prefectura de Tottori
  - Chizu
  - Wakasa

## Demografía
Según los datos del censo japonés, esta es la población de Nishiawakura en los últimos años.
| Año del censo | Población |
| ------------- | --------- |
| 1995          | 1.902     |
| 2000          | 1.831     |
| 2005          | 1.684     |
| 2010          | 1.520     |
| 2015          | 1.472     |